# 謝爾比 (埃米利奇涅區)
50°46′43″N 27°42′25″E / 50.77861°N 27.70694°E
謝爾比（烏克蘭語：Серби），是烏克蘭北部的村莊，隸屬日托米爾州的茲維亞赫爾區。該村面積3.215平方公里，海拔高度218米，2001年人口636，人口密度每平方公里197.82人。